# Dithmarscher Brauerei Karl Hintz

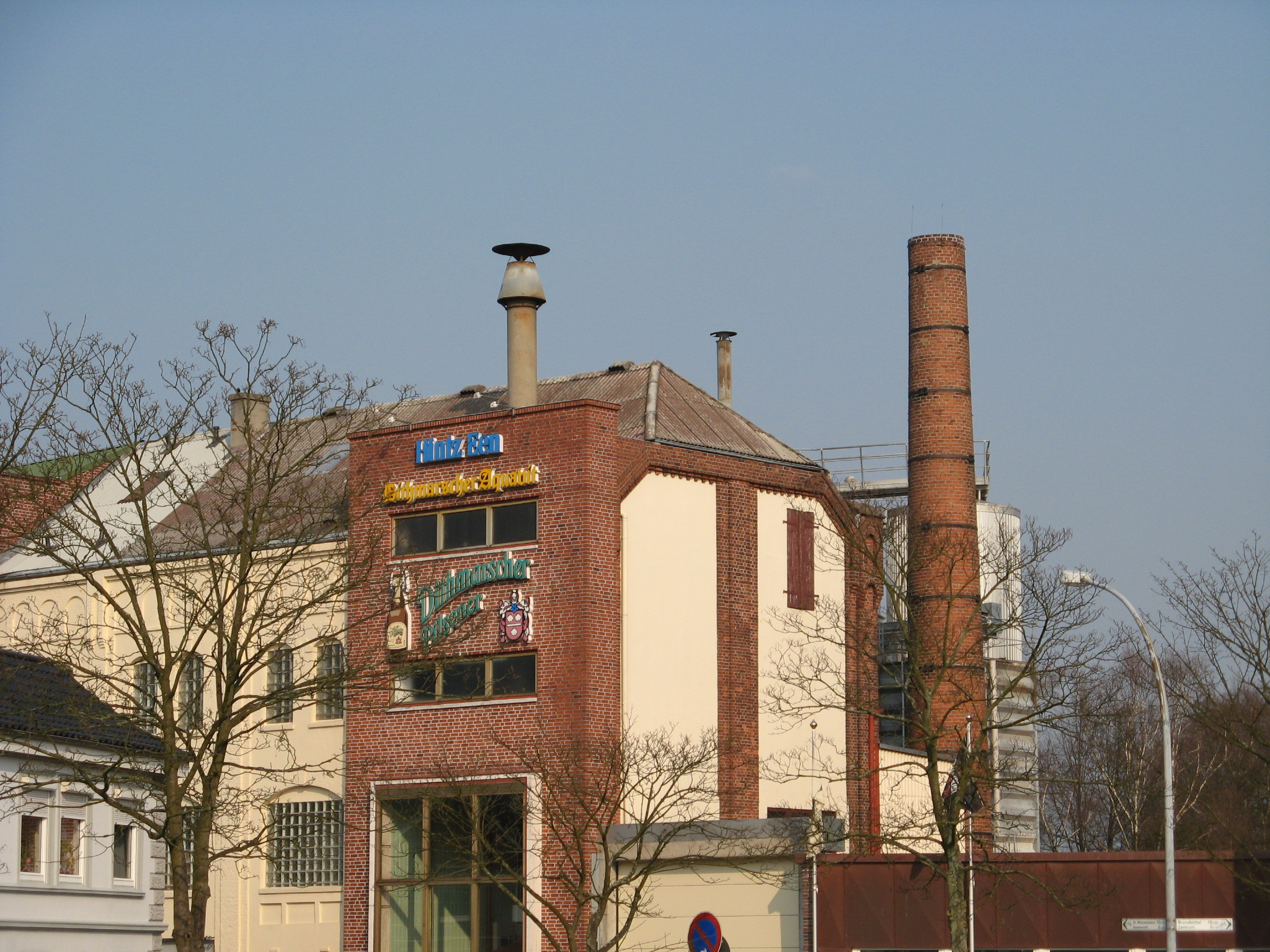
Brauerei in der Innenstadt von Marne

Die Dithmarscher Brauerei Karl Hintz GmbH & Co. KG hat ihren Sitz in Marne (Holstein), Kreis Dithmarschen an der schleswig-holsteinischen Westküste. Bekannt ist sie vor allem durch das dort gebraute Dithmarscher Pilsener.
Die Brauerei gehört den Freien Brauern an.

## Geschichte
Eine bäuerliche Braustätte befindet sich an der Stelle seit 1775. Die Brauerei selbst wurde im Jahr 1884 von Christian Hintz gegründet und befindet sich noch heute in Familienbesitz. Die Firmenleitung wurde in den 1990er Jahren an einen externen Manager abgegeben, nachdem die Brauerei durch zu schnelle Expansion fast insolvent wurde.
2009 wurden 180.000 hl Bier produziert.
Die Brauerei pflegt ein mit Landschaft und Tradition der Region verbundenes Image – daher rührte auch 1983 der Entschluss, wieder den Bügelverschluss einzuführen. Mehrfach wurden Biere der Brauerei von der Deutschen Landwirtschaftsgesellschaft mit der Bestnote Gold prämiert – zuletzt 2013 das Dithmarscher Pilsener.
Neben dem als Beugelbuddelbeer beworbenen Bier in einer Bügelflasche füllt die Brauerei mittlerweile auch in „Longneck“- und Steinieflaschen ab.
Seit Ende 2024 wird das Bier in dem neuen Abfüllungs- und Logistikzentrum abgefüllt und gelagert.
Ein Fahrzeug der Büsumer Kleinbahnen „Krabben-Express“ wirbt für Dithmarscher Pilsener und trägt auch den Namen Beugelbuddelbeer.

## Produkte
Neben dem Dithmarscher Pils produziert die Brauerei die Produkte Dithmarscher Alkoholfrei, Dunkel, Radler, Radler Alkoholfrei, Maibock, Naturtrüb, Urbock und Urtyp. Zum 250. Firmenjubiläum im Jahre 2025 wird ein Jubiläumsbier angeboten. Dies ist ein helles Lagerbier mit einer fruchtigen Hopfennote.